# ۱۳۱۷۸ کاتالان
سیارک ۱۳۱۷۸ (به انگلیسی: 13178 Catalan، نامگذاری:1996HF18)۱۳۱۷۸مین سیارک کشف شده‌است که در ۱۸ آوریل ۱۹۹۶ کشف شد.